# Alyson Court
Alyson Stephanie Court (9 de novembro de 1973) é uma atriz canadense. Começando sua carreira como atriz mirim, seu primeiro papel foi na série Mr. Dressup e ela fez sua estreia no cinema em Sesame Street Presents: Follow That Bird. Court continuou a aparecer em produções educacionais, conseguindo o papel principal de Loonette, o Palhaço, na série The Big Comfy Couch.
Como dubladora, Court apareceu em várias séries animadas, principalmente como Lydia Deetz em Beetlejuice e Jubilee em X-Men. Ela também foi a voz original de Claire Redfield na franquia Resident Evil, dando voz à personagem em todas as suas aparições, de Resident Evil 2 a Resident Evil: Operation Raccoon City.

## Carreira
Court apareceu pela primeira vez na série infantil canadense como ela mesma em Mr. Dressup em 1984 e mais tarde no filme de 1985 Sesame Street Presents: Follow That Bird . Em 1988, ela participou do piloto da série My Secret Identity como Caroline, vizinha do personagem de Jerry O'Connell . Court interpretou Loonette, a Palhaça, a personagem principal da série The Big Comfy Couch, nas seis primeiras temporadas antes de deixar o programa para se concentrar na criação de seu filho.
Court apareceu no 3.º episodio da 24.ª temporada de This Hour Has 22 Minutes, um programa de televisão canadense onde ela reprisou seu papel como Loonette, a Palhaça, em um esquete cômico sobre a epidemia de palhaços de 2016.

## Vida pessoal
Court se casou com Erik Suzuki, ex-diretor de voz e localização de videogames da Capcom, em 2000. Eles se divorciaram em 2005. Court tem um filho chamado Blaede. Em março de 2018, Court ficou noiva do criador de histórias em quadrinhos ZM Thomas. Em 1º de julho de 2019, o tribunal anunciou seu casamento com Thomas.[carece de fontes?]